# Triumvirat
Triumvirat — западногерманская прогрессивная рок-группа, основанная в Кёльне в тогдашней Западной Германии. Название Triumvirat происходит от латинского слова triumvirate, которое означает группу из трёх человек, находившихся у власти.
Членами оригинального состава были Ханс-Юрген Фриц на клавишных, Вернер Франгенберг на бас-гитаре и вокале и барабанщик и автор текстов Ханс Батхелт. Однако этот состав постоянно менялся на протяжении всей карьеры группы, и в каждом альбоме участвовал как минимум один другой участник.
Группа часто подвергалась критике за схожесть своего звучания с британской группой Emerson, Lake and Palmer.

## История

#### 1969–1972
Группа была образована в 1969 году в Кёльне, Германия. Они стали известны, играя хиты чартов в местных клубах по всему городу. Находясь под сильным влиянием музыкального стиля The Nice и Emerson, Lake and Palmer, они включили некоторые песни этих групп в свой репертуар, такие как Rondo (The Nice) и Hoedown (ELP). В конце концов они отказались от кавер-версий и начали сочинять свою собственную музыку, все еще с сильным влиянием Кита Эмерсона на звучание клавишных, что наиболее очевидно в заметном использовании органа Хаммонда. На пике своей славы группа часто называлась прессой клоном ELP.

#### 1972–1975
В 1972 году трио отправило демо в EMI Group и подписало свой первый контракт на запись. Затем группа выпустила свой первый альбом Mediterranean Tales в 1972 году, состоящий из двух полноформатных сюит.
Они вернулись в студию в 1974 году, чтобы записать свой второй альбом Illusions on a Double Dimple с оркестром Кёльнского оперного театра, духовой секцией, а также хором. Это был их самый успешный релиз, альбом занял 45-е место в списке журнала Rolling Stone 2015 года «50 величайших альбомов прогрессивного рока всех времен».
1975–1977
В 1975 году группа приступила к записи третьего альбома Spartacus, пересказа истории Спартака. Тур Spartacus по США включал много выступлений на разогреве у Supertramp.
После выпуска альбома басист Хельмут Кёллен ушел, чтобы заняться сольной карьерой, которая была прервана, когда он умер 3 мая 1977 года в возрасте 27 лет, что сделало его членом Клуба 27. Вскоре после его смерти немецкая группа Birth Control записала и опубликовала песню в память о нем под названием «We All Thought We Knew You» на своем альбоме Increase, выпущенном в 1977 году.
Triumvirat заменили Кёллена британским певцом Барри Палмером и позвали своего оригинального басиста Вернера Франгенберга записать свой следующий альбом Old Loves Die Hard, выпущенный в 1976 году. Американская обложка альбома стала последней, на которой была изображена культовая белая крыса, ставшая талисманом группы со времен их второго альбома.
1977–1979
Pompeii был последним альбом в жанре прогрессивный рок; остальная часть их дискографии не была в том же стиле. Это было главной причиной ухода барабанщика и автора текстов Ханса Батхельта, недовольного направлением, выбранным Юргеном Фрицем, и давлением со стороны звукозаписывающей компании, которая подтолкнула группу к более коммерческому поп-музыкальному звучанию.
Следующий альбом, выпущенный в 1978 году, À la Carte, имел мало общего с группой предыдущих лет из-за давления звукозаписывающей компании, которая хотела больше продаж от группы. В результате этот альбом продался хуже, чем предыдущие.

#### 1980
Последний альбом группы Russian Roulette был выпущен в 1980 году, с участниками Toto Стивом Люкатером на гитаре и бас-гитаре и барабанщиком Джеффом Поркаро. Но альбом не удовлетворил клавишника Фрица, который впоследствии распустил группу.

## Участники группы
- Ханс-Юрген Фриц — клавишные (1969–1980, 2002)
- Вернер Франгенберг — бас-гитара, вокал (1969, 1976)
- Ханс-Георг Папе — бас-гитара, вокал (1969–1973)
- Ханс Батхельт — ударные, перкуссия (1969–1976)
- Хельмут Кёллен — бас-гитара, гитары, вокал (1973–1975)
- Барри Палмер — вокал (1976–1978)
- Дитер Петерайт — бас-гитара (1977–1978)
- Курт Кресс — ударные (1977–1979)
- Дэвид Хансельманн — вокал (1978–1979)
- Венер Копал — бас-гитара (1978–1979)
- Маттиас Хольтманн — ударные (1978–1979)
- Арно Штеффен — вокал (1980)

Временная шкала

## Составы
| Период                          | Участники | Релизы                                               |
| ------------------------------- | --- | ---------------------------------------------------- |
| Начало 1969 г. – январь 1971 г. | Юрген Фриц — клавишные Ханс Батхельт — ударные Вернер Франгенберг — бас                                                 | —                                                    |
| Январь 1971 г. – июнь 1973 г.   | Юрген Фриц — клавишные Ханс Батхельт — ударные Ханс Папе — бас, вокал                                                   | Mediterranean Tales (1972)                           |
| Июнь 1973 г. – январь 1976 г.   | Юрген Фриц — клавишные Ханс Батхельт — ударные Хельмут Кёллен — бас, вокал                                              | Illusions on a Double Dimple (1974) Spartacus (1975) |
| Январь 1976 г. – январь 1977 г. | Юрген Фриц — клавишные Ханс Батхельт — ударные Вернер Франгенберг — бас Барри Палмер — вокал                            | Old Loves Die Hard (1976)                            |
| Май 1977 г. – май 1978 г.       | Юрген Фриц — клавишные Барри Палмер — вокал Курт Кресс — ударные Дитер Петерайт — бас                                   | Pompeii (1977)                                       |
| Май 1978 г. – август 1979 г.    | Юрген Фриц — клавишные Барри Палмер — вокал Дэвид Хансельманн — вокал Маландо Гассама — ударные Бьюэлл Нейдлингер — бас | À la Carte (1978)                                    |
| Август 1979 г. – апрель 1980 г. | Юрген Фриц — клавишные Арно Штеффен — вокал                                                                             | Russian Roulette (1980)                              |

## Дискография

### Альбомы
- 1972: Mediterranean Tales/Across The Waters
- 1974: Illusions on a Double Dimple
- 1975: Spartacus
- 1976: Old Loves Die Hard
- 1977: Pompeii
- 1978: À la Carte
- 1980: Russian Roulette

### Синглы
- "Be Home for Tea" / "Broken Mirror" (1972)
- "Ride in the Night" / "Sing Me a Song" (1973)
- "Dancer's Delight / "Timothy" (1973)
- "Dimplicity" / "Million Dollars" (1974)
- "Take a Break Today" / "The Capitol of Power" (1976)
- "Waterfall" / "Jo Ann Walker" (1978)
- "For You" / "Darlin'" (1978)
- "The Hymn" / "Dance on the Volcano" (1978)
- "Waterfall" / "(Oh, I'm) Late Again" (1978)
- "Party Life" / "Games" (1980)
- "Come with Me" / "We're Rich on What We've Got" (1980)
- "Let the Chips Lay Down" (2002)